# Louis d'Albret
Louis d'Albret (Tartas, 23 de dezembro de 1422 – Roma, 4 de setembro de 1465) foi um cardeal francês da Igreja Católica, membro da Casa de Albret, que foi bispo de Cahors e Tarbes, além de Camerlengo do Sacro Colégio dos Cardeais.

## Biografia
De uma família originária de Labrit, nas Landes, de sangue real que depois governaria o Reino de Navarra, era o segundo filho de Carlos II, sire d'Albret, conde de Dreux, e de Ana d'Armagnac. Era tio do futuro cardeal Amanieu d'Albret.
Protonotário Apostólico. Foi eleito bispo de Aire, em 7 de janeiro de 1445, mas não há informações sobre sua ordenação episcopal. Transferido para a Diocese de Cahors em 4 de julho de 1460, tomou posse em 30 de julho de 1460 e foi entronizado em fevereiro de 1461. A pedido do rei Carlos VII, em 1460, e do rei Luís XI, em outubro de 1461, foi promovido ao cardinalato.
Foi criado cardeal pelo Papa Pio II no Consistório em 18 de dezembro de 1461, recebendo o título de cardeal-presbítero de Santos Marcelino e Pedro em 31 de maio de 1462. Foi eleito Camerlengo do Sagrado Colégio dos Cardeais em 8 de janeiro de 1465 e no dia seguinte, foi nomeado bispo de Tarbes, mantendo a sé de Cahors. Por causa de suas qualidades, ele foi chamado de les délices de Rome no du Sacré Collège.
Morreu em 4 de setembro de 1465, em Roma. Foi enterrado em um túmulo de mármore, obra de Andrea Bregno, na igreja de Santa Maria in Aracoeli.

### Conclaves
- Conclave de 1464 – participou da eleição do Papa Paulo II